# Solanum robustum
Solanum robustum es una especie de planta fanerógama perteneciente a la familia de las solanáceas.

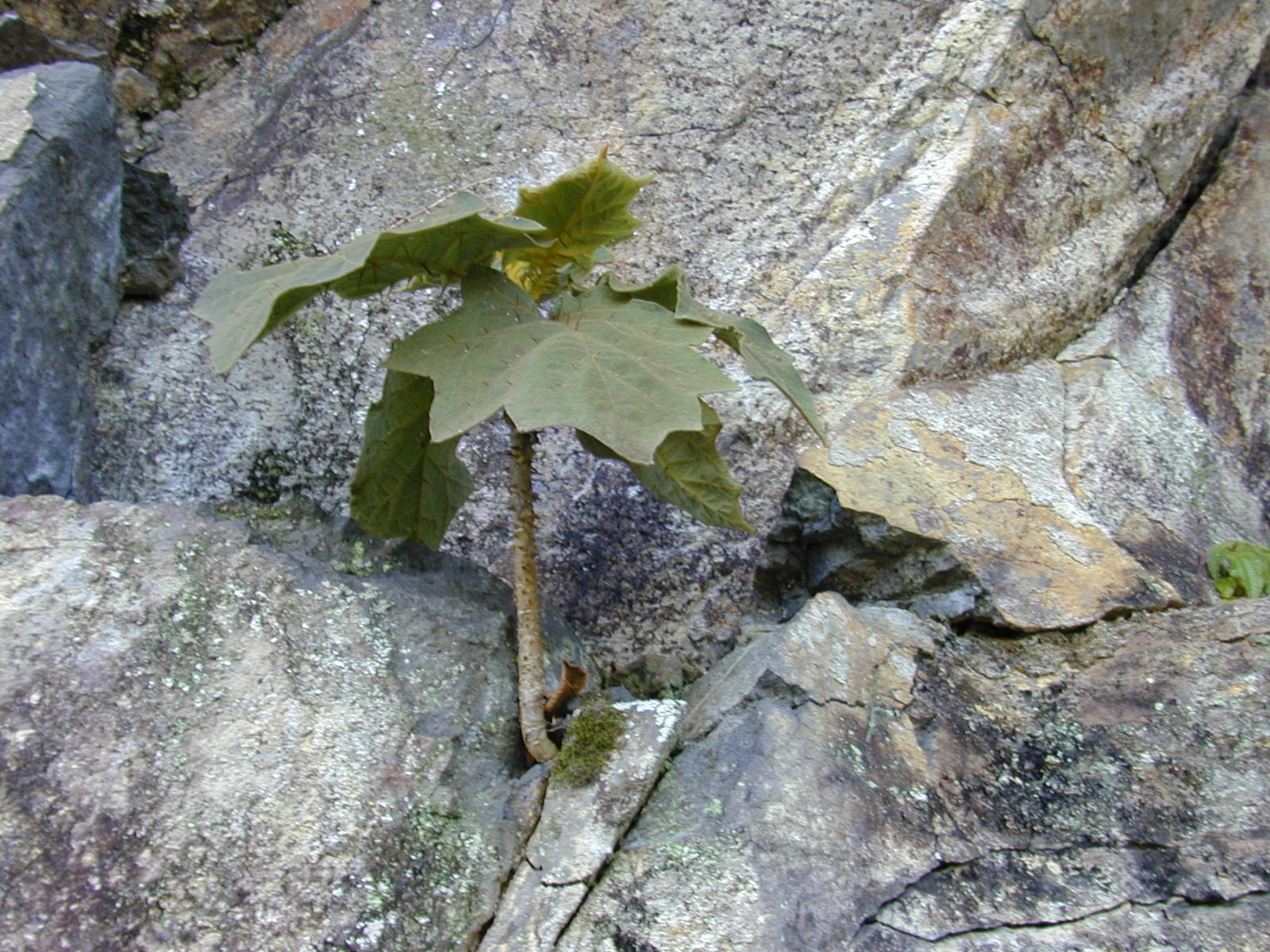
En su hábitat

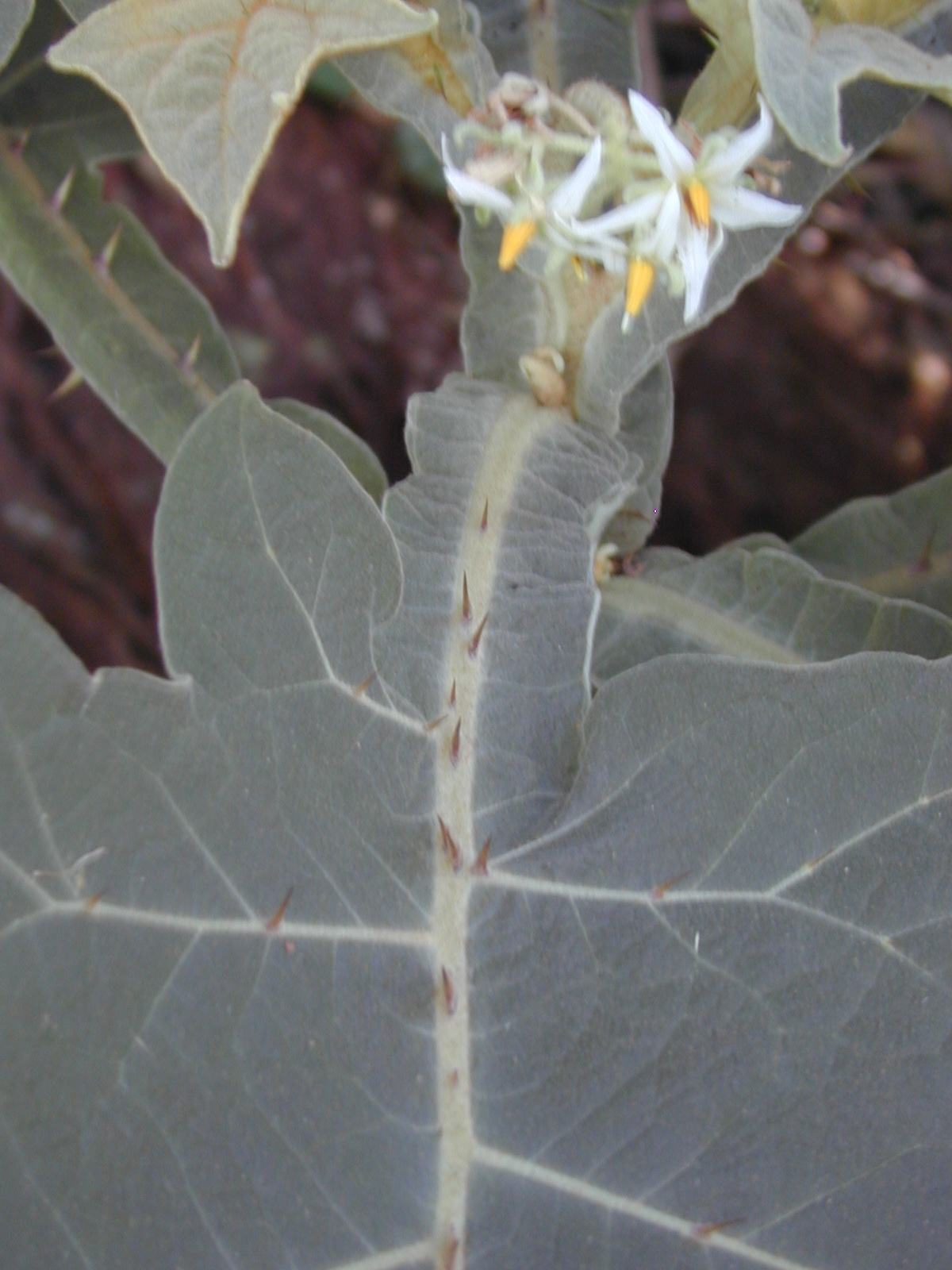
Inflorescencia

## Distribución
Es un espinoso arbusto perenne que se distribuye en Brasil hasta el noreste de América del Sur. 

## Descripción
Es un arbusto de tamaño medio, la planta puede alcanzar los 1,2 -  2,4 m  con hojas aterciopeladas y tallos con tricomas estrellados presentes en todas las caras de la planta. Espinas fuertes, rectas o recurvadas aplanadas de hasta 12 milímetros de largo se pueden encontrar a lo largo de los tallos. Las hojas crecen de 25 a 25 cmnde largo y cuentan con nueve picos en ángulo a lo largo de su perímetro. S. robustum florece entre finales de primavera y mediados de otoño con pequeños grupos de flores de color blanco en forma de estrella de color amarillo-blanco  seguido de bayas blancas o amarillentas.

## Propiedades
S. robustum contiene varios alcaloides tropano en sus hojas, frutos y tallos y por lo tanto no debe ser consumido.

## Taxonomía
Solanum robustum fue descrita por  H.L.Wendl. y publicado en Flora 27: 784. 1844.
Etimología
Solanum: nombre genérico que deriva del vocablo Latíno equivalente al Griego στρνχνος (strychnos) para designar el Solanum nigrum (la "Hierba mora") —y probablemente otras especies del género, incluida la berenjena—, ya empleado por Plinio el Viejo en su Historia naturalis (21, 177 y 27, 132) y, antes, por Aulus Cornelius Celsus en De Re Medica (II, 33). Podría ser relacionado con el Latín sol. -is, "el sol", debido a que la planta sería propia de sitios algo soleados.
robustum: epíteto latino  que significa "robusto".
Sinonimia
- Solanum concepcionis Chodat & Hassl.
- Solanum robustum var. concepcionis (Chodat & Hassl.) Hassl.
- Solanum robustum var. laxepilosum Hassl.[7]